# 圆顶钉蜗牛
圆顶钉蜗牛（学名：Pseudobuliminus incertus）是柄眼目钉蜗牛属的一种，是台灣特有種。钉蜗牛属舊屬扁蜗牛科，今屬。
Lectotype  NHMUK 20040582/1, geounit Taiwan 

## 型態特徵
殼呈子彈形，黃褐色，殼右旋。螺塔高，體螺層周緣圓滑無稜角，螺塔輪廓成一直線，縫合線明顯。殼口橢圓形，外唇外翻不明顯。臍孔小呈裂縫狀。

## 分佈及棲息地
本物種是台灣特有種，只見於台湾，分佈於台北縣的熊空、樹林、三貂嶺、烏來、坪林、新店、三峽、八里、貢寮、淡水，台北市、基隆市、宜蘭縣的大里、太平山、大同鄉等地。
常栖息在草丛或石缝中。
- 張寬敏. . 中國貝誌 (中華民國貝類學會). 1976, 3: 55–77  [2018-10-10] （中文（繁體））.

- Template:Shelldoc 000259
- Template:Shelldoc 100004
- Template:Shelldoc 100027
- 張寬敏; 石忠榮; 藍子樵; 賴景陽. 張寬敏 , 编.  9. 中華民國貝類學會. 1984: 2–19  [2018-08-28] （中文（繁體））. |journal=被忽略 (帮助)

- Kuroda, Tokubei.  22 (4). 台北帝國大學理農學部紀要: 65–216. 1941  [2017-03-11].
- Taketani, Mitsuo.  26. 1936: 271–278 （英语）. |journal=被忽略 (帮助); |issue=被忽略 (帮助)
- 大原健司; 大谷洋子. . 西宮市貝類館. 2002: 139 pp  [2017-03-23] （日语）.
- 李彥錚; 陳文德. . 親親文化事業有限公司. 2003-11  [2018-09-13]. ISBN 986-7988-60-4 （中文（繁體））.
- 何淑鈴. . 台北市教師研習中心. 2008: 66pp （中文（繁體））.